# Смерть, снёсшая яйцо
«Смерть, снёсшая яйцо» (итал. La Morte ha fatto l'uovo) — итальянско-французский триллер с элементами джалло 1968 года режиссёра Джулио Квести.

## Сюжет
Действие картины разворачивается вокруг птицефермы, на которой учёные выводят новый вид куриц, не имеющих ни крыльев, ни даже голов. В то же время между сотрудниками фермы постоянно возникают какие-то личные разногласия. Наиболее своё недовольство проявляет Марко — муж владелицы фермы Анны. Вскоре на улицах города объявляется странный человек в чёрных перчатках, шляпе и плаще и начинает убивать местных проституток.

## В ролях
- Джина Лоллобриджида — Анна
- Жан-Луи Трентиньян — Марко
- Ева Олин — Габриэль
- Жан Собески — Мондаини
- Ренато Романо — Луиджи

## Критика
Луис Поль в своей книге Italian Horror Film Directors охарактеризовал картину как ставший на долгие годы культовым сюрреалистический фильм с сюжетом из категории «чёрт возьми, о чём же это всё?»